# أغرياسية
أغرياسية (الاسم العلمي: Agrias)، جنس فراشات من الإقليم المداري الجديد تنتمي إلى شراكساوات وفصيلة الحورائيات توجد في أمريكا الوسطى والجنوبية. تتميز أنواعه ببهاء وإشراق اللوانها.